# غييدنا
غييدنا هي قرية في التقسيم الإداري شيدلوفو في محافظة مازوفيا في شرق وسط بولندا.  تقع على بعد حوالي 3 كيلومتر (2 ميل) جنوب شرق شيدلوفو, 9 كيلومتر (6 ميل) جنوب شرق ملافا و 101 كيلومتر (63 ميل) شمال وارسو.